# Piotr Mroziński
Piotr Mroziński (ur. 24 sierpnia 1992 w Przemyślu) – polski piłkarz, występujący na pozycji defensywnego pomocnika lub obrońcy, od 2021 w Puszczy Niepołomice.
W swojej karierze reprezentował także barwy Stali Mielec, Widzewa Łódź, Sandecji Nowy Sącz oraz Stali Stalowa Wola. Ma na koncie 16 występów w młodzieżowych Reprezentacjach Polski – U-19 oraz U-20.

## Kariera klubowa
Stan na 6 stycznia 2014

### Młoda Ekstraklasa
| Klub        | Sezon   | Liga              | Suma  | Suma   | Dyscyplina | Dyscyplina |
| Klub        | Sezon   | Liga              | Mecze | Bramki |            |            |
| ----------- | ------- | ----------------- | ----- | ------ | ---------- | ---------- |
| Widzew Łódź | 2010/11 | Młoda Ekstraklasa | 6     | 1      | 0          | 0          |
| Widzew Łódź | 2011/12 | Młoda Ekstraklasa | 5     | 2      | 2          | 0          |
| Widzew Łódź | 2012/13 | Młoda Ekstraklasa | 1     | 0      | 1          | 0          |
| Ogółem      | Ogółem  | Ogółem            | 12    | 3      | 3          | 0          |

### Kariera seniorska
| Klub               | Sezon              | Liga               | Liga  | Liga   | Puchar Polski | Puchar Polski | Suma  | Suma   |
| Klub               | Sezon              | Liga               | Mecze | Bramki | Mecze         | Bramki        | Mecze | Bramki |
| ------------------ | ------------------ | ------------------ | ----- | ------ | ------------- | ------------- | ----- | ------ |
| Stal Mielec        | 2008/09            | III liga           | 17    | 0      | 0             | 0             | 17    | 0      |
| Stal Mielec        | 2009/10            | III liga           | 27    | 6      | 0             | 0             | 27    | 6      |
| Stal Mielec        | 2010/11 (j)        | III liga           | 12    | 1      | 0             | 0             | 12    | 1      |
| Ogółem (Stal):     | Ogółem (Stal):     | Ogółem (Stal):     | 56    | 7      | 0             | 0             | 56    | 7      |
| Widzew Łódź        | 2010/11 (w)        | Ekstraklasa        | 1     | 0      | 0             | 0             | 1     | 0      |
| Widzew Łódź        | 2011/12            | Ekstraklasa        | 17    | 0      | 2             | 0             | 19    | 0      |
| Ogółem (Widzew):   | Ogółem (Widzew):   | Ogółem (Widzew):   | 18    | 0      | 2             | 0             | 20    | 0      |
| Sandecja Nowy Sącz | 2012/13            | I liga             | 23    | 0      | 0             | 0             | 23    | 0      |
| Ogółem (Sandecja): | Ogółem (Sandecja): | Ogółem (Sandecja): | 23    | 0      | 0             | 0             | 23    | 0      |
| Widzew Łódź        | 2013/14            | Ekstraklasa        | 22    | 1      | 1             | 0             | 23    | 1      |
| Widzew Łódź        | 2014/15            | I liga             | 25    | 2      | 1             | 0             | 26    | 2      |
| Ogółem (Widzew):   | Ogółem (Widzew):   | Ogółem (Widzew):   | 47    | 3      | 2             | 0             | 49    | 3      |
| Wisła Płock        | 2015/16            | I liga             | 13    | 0      | 0             | 0             | 13    | 0      |
| Ogółem (Wisła):    | Ogółem (Wisła):    | Ogółem (Wisła):    | 13    | 0      | 0             | 0             | 13    | 0      |
| Ogółem:            | Ogółem:            | Ogółem:            | 157   | 10     | 4             | 0             | 161   | 10     |